# Montedinove
Montedinove település Olaszországban, Marche régióban, Ascoli Piceno megyében. Lakosainak száma 460 fő (2023. január 1.). Montedinove Castignano, Montalto delle Marche, Montelparo és Rotella községekkel határos.

## Népesség
A település lakossága az elmúlt években az alábbi módon változott:
| Lakosok száma | 506  | 498  | 460  |
|               | 2017 | 2018 | 2023 |